# Centrodora orthopterae
Centrodora orthopterae is een vliesvleugelig insect uit de familie Aphelinidae. De wetenschappelijke naam is voor het eerst geldig gepubliceerd in 1919 door Gahan.